# Amina Bouayach
Amina Bouayach (en arabe : آمنة بوعياش), née le 10 décembre 1957 à Tétouan, au nord du Maroc, est une femme politique , et militante marocaine, active dans la défense des droits de l'Homme, l'égalité des genres, et la démocratie.  
Amina Bouayach est la présidente du Conseil national des droits de l'homme depuis le 6 décembre 2018. Elle a occupé, auparavant le poste d'ambassadrice du Maroc en Suède depuis le 13 octobre 2016, de secrétaire générale de la FIDH, et celui de la Présidente de l'Organisation Marocaine des Droits de l'Homme (OMDH), devenant ainsi la première femme arabe à occuper un tel poste dans la région MENA. Amina Bouayach travaille sur des questions majeures relatives aux droits de l'homme au Maroc, telles que la torture, les droits des réfugiés, les droits des femmes et l'abolition de la peine de mort et les libertés individuelles.

## Biographie
Amina Bouayach est née au nord du Maroc, dans la ville de Tétouan le 10 décembre 1957 dans une famille Rifaine de Bni Bouayach, de la tribu des Beni Ouriaghel, chassée par le colonisateur du Rif. Son père, Hammadi Bouayach, avocat de profession, était un militant de l'indépendance, un érudit, un penseur, et professeur universitaire puis doyen de la faculté du Droit à Rabat. En effet, étant choisi pour participer à une mission d'étude en Égypte, par Cheikh Mekki Nassiri, il a poursuivi ses études supérieures à la faculté Dar Al Ouloum au Caire, puis à Paris, avant de retourner au Maroc dans les années 1950.   
Son grand-père, considéré comme le bras droit de Abdelkrim e-Khattabi dont il était général pendant la guerre du Rif, était aussi un homme de droit.  
Amina Bouayach est diplômée en économie politique et est titulaire d'une maîtrise en économie de l'Université Mohammed V de Rabat. Elle parle cinq langues: l'arabe, le rifain, l'anglais, le français, et l'espagnol.

## Carrière
Elle fait ses débuts dans la société civile à la suite de l'arrestation de son ex-mari pour son activité politique en 1976, et s'engage dans la campagne des familles de prisonniers politiques pendant les Années de Plomb au Maroc. Sa proximité avec les familles des prisonniers politiques durant les différentes étapes de la campagne l'a aidé à prendre conscience de l'ampleur des violations dont peut souffrir le citoyen marocain, et de la nécessité de mener une "réforme institutionnelle pacifique débouchant sur un consensus" afin d'opérer un vrai changement au Maroc. 
Elle a par ailleurs occupé le poste d'assistante-chercheuse de feu Fatema Mernissi sur les droits des femmes, en particulier les femmes musulmanes; puis a travaillé en tant que journaliste auprès de divers périodiques en publiant plusieurs articles sur la condition des femmes au Maroc. 
De 1998 à 2002, elle occupa le poste de conseillère chargée de médias au sein du cabinet du premier ministre Abderrahman Youssoufi,. 
Parmi les fondateurs de l'Organisation Marocaine des Droits Humains (OMDH), elle fut élue en 2006 sa présidente puis réélue pour un deuxième mandat, et devint la première femme à présider une organisation de défense des droits humains au Maroc; travaillant sur d'importantes questions relatives aux droits humains au Maroc, telles la torture, les droits des femmes, le droit d'expression et l'abolition de la peine de mort. Elle occupa ce poste jusqu'en 2015,,. 
En 2010 elle fut élue vice-présidente de la Fédération Internationale des Ligues des Droits de l'Homme, et sa secrétaire générale en mai 2013.  
Parmi ses campagnes clef, on compte son opposition à la peine de mort et à la torture, son engagement en faveur des droits des prisonniers politiques et son travail en faveur du sort des réfugiés, notamment auprès de l'UA, de l'ONU et du Réseau euro-méditérannéen des droits de l'Homme.  
En 2011, elle est désignée membre de la Commission Consultative de Réforme de la Constitution Marocaine par le roi Mohammed VI.  
Amina Bouayach a été membre de l'Organisation Arabe des Droits de l'Homme et du groupe d'experts en études stratégiques dans la région du Haut-Commissariat des Nations-Unies aux Droits de l'Homme.  
En 2014, elle occupa le poste de coordinatrice principale des ONG africaine lors du Sommet Africain à Addis-Abeba.   
Le 13 octobre 2016, elle devient ambassadeur du Maroc en Suède et Lettonie.   
Le 6 décembre 2018, Amina Bouayach fut nommée par le roi Mohammed VI présidente du Conseil National des Droits de l'Homme au Maroc.  
Pour la Journée Mondiale de la Femme de l'année 2019, elle entame une campagne nationale réussie pour l'abolition du mariage des mineures au Maroc.

## Distinctions
- Amina Bouayach a été la première femme à être élue à la tête d'une ONG des droits de l'Homme au Maroc, à savoir l'Organisation Marocaine des Droits Humains.

- Elle a été aussi élue vice-présidente puis secrétaire générale de la Fédération Internationale des Droits de l'Homme en 2010 et 2013.
- En 2011 puis en 2013, le roi Mohammed VI lui a discerné la distinction de Commandeur de l'Ordre du Trône puis d'Officier de l'Ordre du Trône.
- En 2014, Amina Bouayach a reçu l'insigne du Chevalier de l'ordre national de la Légion d'honneur de la République Française en reconnaissance pour ses travaux en faveur de la protection et de la promotion des droits de l'homme[13].
- Pour la journée mondiale de la Femme, Amina Bouayach a été choisie parmi cinq femme leader dans le domaine des Droits de l'Homme dans le Monde par le Haut-Commissariat des Nations unies aux droits de l'homme[14]
- En Mars 2022, elle est élue Vice-présidente de l'Alliance mondiale des institutions nationales des droits de l'Homme (GANHRI)[15]